# 1832 Mrkos
1832 Mrkos eller 1969 PC är en asteroid i huvudbältet som upptäcktes den 11 augusti 1969 av den ryska astronomen Ljudmjla Tjernych vid Krims astrofysiska observatorium på Krim. Den har fått sitt namn efter astronomen Antonín Mrkos.
Asteroiden har en diameter på ungefär 29 kilometer och den tillhör asteroidgruppen Ursula.